# ورانی
ورانی (به لاتین: Vraný) یک منطقهٔ مسکونی در جمهوری چک است که در شهرستان کلادنو واقع شده‌است. ورانی ۱۷ کیلومتر مربع مساحت و ۷۹۱ نفر جمعیت دارد.